# Gaston Bonnier
Gastón Bonnier (París, 9 de abril de 1853-París, 2 de enero de 1922) fue un botánico, y ecólogo francés.

## Biografía
Cursó estudios en la Escuela Normal Superior de París, de 1873 a 1876. Fue asistente en la Sorbona y designado botánico en París en 1887, hasta su muerte.
Participó en la fundación de la Revista general de Botánica, Revue générale de botanique en 1889 y la dirigió hasta 1922. Fundó en 1889, un laboratorio de biología vegetal en Fontainebleau.
Trabajó en un variado campo de investigación como sistemática, biogeografía, ecología y fisiología vegetal. También es conocido por sus trabajos en apicultura con George de Layens con quien es autor de un curso de apicultura y desarrollaron la colmena Layens.
En 1890 es presidente de la "Société Botanique de France".

## Obras de apicultura
1. Gaston Bonnier. 1882. Sur l'attraction des abeilles par les couleurs. Ed. París 1882
2. Georges de Layens; Gaston Bonnier. 1854. Cours complet d'apiculture (Culture des abeilles). Ed. París: Librairie générale de l'enseignement, 1854
3. Georges de Layens; Gaston Bonnier. 1906. L'hydromel vin hydromellisé, cidre hydromellisé, eau-de-vie de miel, vinaigre de miel. Ed. Paris: Librairie générale de l'enseignement, 1906
4. M. Georges de Layens; Gaston Bonnier. 1907. Curso completo de apicultura: (cultivo de las abejas). Ed. Barcelona: F. Granada, 1907
5. Gaston Bonnier. 1907. Le socialisme chez les abeilles: conférence faite á l'Institut général psychologique le 21 décembre 1907. Institut général psychologique. Ed. Paris: Au siége de la société, 1907

## Algunas publicaciones
- Les Nectaires, étude critique, anatomique et physiologique. Masson, Paris, 1879
- Éléments d'histoire naturelle. Animaux. Paul Dupont, Paris, 1881
- Éléments d'histoire naturelle. Pierres et terrains. Paul Dupont, Paris, 1881
- Leçons de choses. Combustibles, métaux, matériaux de construction, eau, air, saisons. Paul Dupont, Paris, 1881
- Premiers Éléments des sciences usuelles. Paul Dupont, Paris, 1881
- Éléments usuels des sciences physiques et naturelles. Cours élémentaire. Leçons de choses. Paul Dupont, Paris, 1883
- Botanique. Première année. Étude élémentaire de vingt-cinq plantes vulgaires. Paul Dupont, Paris, 1884
- Leçons de choses. Combustibles, métaux, matériaux de construction, eau, air, saisons. Paul Dupont, Paris, 1884
- Recherches sur la respiration et la transpiration des végétaux. Masson, Paris, 1884
- Nouvelles Leçons de choses, conformes aux nouveaux programmes de 1885, pour la classe préparatoire. Paul Dupont, Paris, 1886
- Con George de Layens (1834-1897) Nouvelle flore du Nord de la France et de la Belgique pour la détermination facile des plantes sans mots techniques. Tomo I. Tableaux synoptiques des plantes vasculaires de la flore de la France. Paul Dupont, Paris, 1894
  - Tome II. Nouvelle Flore des mousses et des hépatiques coautor Charles Isidore Douin (1858-1944). Paul Dupont, Paris, 1895
  - Tome III. Nouvelle Flore des champignons coautor Julien Noël Costantin (1857-1936) y Léon Marie Dufour (1862-1942). Paul Dupont, Paris, 1895
  - Tome IV. Nouvelle Flore des lichens, pour la détermination facile des espèces coautor Alphonse Boistel (1836-1908). Paul Dupont, Paris, 1897
- Petite flore contenant les plantes les plus communes ainsi que les plantes utiles et nuisibles. Paul Dupont, Paris, 1896
- Con George de Layens Cours complet d'apiculture. Paul Dupont, Paris, 1897
- Con Albert Mathieu Leclerc du Sablon (1859-1944) Cours de botanique. Paul Dupont, Paris, dos vols., 1903-1904
- Paléontologie animale. Librairie générale de l'enseignement, Paris, 1904
- Album de la Nouvelle Flore représentant toutes les espèces de plantes photographiées directement d'après nature au cinquième de leur grandeur naturelle. 2028 photographies figurant toutes les espèces des environs de Paris dans un rayon de 100 km, et les espèces communes dans l'intérieur de la France. Librairie générale de l'enseignement, Paris, 1906
- Le Monde végétal. Flammarion, Paris, 1907
- Les Plantes des champs et des bois. J.-B. Bailière et fils, Paris, 1921
- Histoire naturelle de la France. 26 partie. Technologie. Zoologie appliquée. Les fils d'Emile Deyrolle, Paris, ed., 1922

### Abreviatura
- La abreviatura «Bonnier» se emplea para indicar a Gaston Bonnier como autoridad en la descripción y clasificación científica de los vegetales.[1]

## Recursos
- Benoît Dayrat. 2003. Les Botanistes et la Flore de France, trois siècles de découvertes. Publicación científica del Museo Nacional de Historia Natural de Francia : 690 pp.